# Nazionale maschile di pallanuoto della Croazia
La nazionale di pallanuoto maschile croata (Hrvatska vaterpolska reprezentacija in croato) è la rappresentativa pallanuotistica della Croazia nelle competizioni internazionali.
È conosciuta con il celebre soprannome di Barakude. 
Essa compete dall'anno 1991, quando il paese ottenne l'indipendenza ed è controllata dalla HVS. Anche durante lo Stato Indipendente di Croazia (1941-1945) il paese ebbe la sua nazionale.

## Risultati

### Massime competizioni
Olimpiadi
- 1996  Argento
- 2000 7º
- 2004 10º
- 2008 6º
- 2012  Oro
- 2016  Argento
- 2020 5º
- 2024  Argento

Mondiali
- 1994 4º
- 1998 9º
- 2001 8º
- 2003 9º
- 2005 4º
- 2007  Oro
- 2009  Bronzo
- 2011  Bronzo
- 2013  Bronzo
- 2015  Argento
- 2017  Oro
- 2019  Bronzo
- 2022 4º
- 2023 9º
- 2024  Oro
- 2025 5º

Europei
- 1993 5º
- 1995 4º
- 1997 4º
- 1999  Argento
- 2001 4º
- 2003  Argento
- 2006 7º
- 2008 4º
- 2010  Oro
- 2012 9º
- 2014 5º
- 2016 7º
- 2018  Bronzo
- 2020 4º
- 2022  Oro
- 2024  Argento

### Altre
Coppa del Mondo
- 1995 7º
- 1997 8º
- 2002 8º
- 2006 4º
- 2010  Argento
- 2014  Bronzo
- 2018 5º
- 2025 4º

World League
- 2005 4º
- 2009  Argento
- 2010  Bronzo
- 2011  Bronzo
- 2012  Oro
- 2015  Argento
- 2017  Bronzo
- 2018 5º
- 2019  Argento

Giochi del Mediterraneo
- 1993  Argento
- 1997  Argento
- 2001 5º
- 2005 4º
- 2009 4º
- 2013  Oro

### Competizioni giovanili
- Campionato mondiale U20: 2

1997, 2009
- Campionato mondiale U18: 1

2016
- Campionato europeo U20: 1

2009
- Campionato europeo U19: 1

2024
- Campionato europeo U18 / U17: 2

1999, 2011

## Formazioni

### Olimpiadi
Giochi olimpici - Atlanta 19961 Školneković, 2 Vrdoljak, 3 Kreković, 4 Šimenc, 5 Kržić, 6 Štritof, 7 Vrbičić, 8 Glavan, 9 Vegar, 10 Bukić, 11 Hinić, 12 Balić, 13 Kobešćak, CT: Bruno Silić
Giochi olimpici - Sydney 20001 Školneković, 2 Fatović, 3 Sarić, 4 Šimenc, 5 Kržić, 6 Štritof, 7 Smodlaka, 8 Ivaniš, 9 Bošković, 10 Barać, 11 Hinić, 12 Vićan, 13 Kobešćak, CT: Neven Kovačević
Giochi olimpici - Atene 20041 Vićan, 2 Burić, 3 Vranješ, 4 Šimenc, 5 Volarević, 6 Štritof, 7 Smodlaka, 8 Premuš, 9 Franković, 10 Barać, 11 Hinić, 12 Fatović, 13 Kobešćak, CT: Zoran Roje
Giochi olimpici - Pechino 20081 Vićan, 2 Burić, 3 Bušlje, 4 Vrdoljak, 5 Kunac, 6 Joković, 7 Smodlaka, 8 Đogaš, 9 Marković, 10 Barać, 11 Hinić, 12 Bošković, 13 Pavić, CT: Ratko Rudić
Giochi olimpici - Londra 20121 Pavić, 2 Burić, 3 Bošković, 4 Dobud, 5 Joković, 6 Buljubašić, 7 Muslim, 8 Bušlje, 9 Sukno, 10 Barać, 11 Hinić, 12 Obradović, 13 Vićan, CT: Ratko Rudić
Giochi olimpici - Rio de Janeiro 20161 Pavić, 2 Burić, 3 Petković, 4 Lončar, 5 Joković, 6 Bukić, 7 García, 8 Bušlje, 9 Sukno, 10 Krapić, 11 Šetka, 12 Macan, 13 Bijač, CT: Ivica Tucak
Giochi olimpici - Tokyo 20201 Bijač, 2 Macan, 3 Fatović, 4 Lončar, 5 Joković, 6 Bukić, 7 Vukičević, 8 Bušlje, 9 Miloš, 10 Vrlić, 11 Obradović, 12 García, 13 Marcelić, CT: Ivica Tucak
Giochi olimpici - Parigi 20241 Bijač, 2 Burić, 3 Fatović, 4 Lončar, 5 Joković, 6 Bukić, 7 Vukičević, 8 Žuvela, 9 Marinić Kragić, 10 Vrlić, 11 Biljaka, 12 Kharkov, 13 Popadić, CT: Ivica Tucak

### Mondiali
- Mondiali - Melbourne 2007 —  Oro

Samir Barać, Miho Bošković, Damir Burić, Andro Bušlje, Teo Đogaš, Igor Hinić, Maro Joković, Aljoša Kunac, Pavo Marković, Josip Pavić, Mile Smodlaka, Frano Vićan, Zdeslav Vrdoljak. C.T.: Ratko Rudić.
- Mondiali - Roma 2009 —  Bronzo

Josip Pavić, Ivo Brzica, Igor Hinić, Nikša Dobud, Damir Burić, Andro Bušlje, Ivan Buljubašić, Srđan Antonijević, Frano Karač, Samir Barać, Sandro Sukno, Miho Bošković, Paulo Obradović. C.T.: Ratko Rudić.
- Mondiali - Shanghai 2011 —  Bronzo

Josip Pavić, Damir Burić, Miho Bošković, Nikša Dobud, Maro Joković, Petar Muslim, Frano Karač, Andro Bušlje, Sandro Sukno, Samir Barać, Fran Paškvalin, Paulo Obradović, Ivan Buljubašić. C.T.: Ratko Rudić.
- Mondiali - Kazan' 2015 —  Argento

Josip Pavić, Damir Burić, Antonio Petković, Luka Lončar, Maro Joković, Luka Bukić, Petar Muslim, Andro Bušlje, Sandro Sukno, Fran Paškvalin, Anđelo Šetka, Paulo Obradović, Marko Bijač. C.T.: Ivica Tucak
- Mondiali - Budapest 2017 —  Oro

Marko Bijač, Marko Macan, Loren Fatović, Luka Lončar, Maro Joković, Ivan Buljubašić, Ante Vukičević, Andro Bušlje, Sandro Sukno, Ivan Krapić, Anđelo Šetka, Xavier García, Ivan Marcelić. C.T.: Ivica Tucak
- Mondiali - Doha 2024 —  Argento

Marko Bijač, Rino Burić, Loren Fatović, Luka Lončar, Franko Lazić, Matias Biljaka, Ante Vukičević, Marko Žuvela, Jerko Marinić Kragić, Josip Vrlić, Zvonimir Butić, Luka Bukić, Konstantin Kharkov, Mate Anic, Ivan Krapić, Filip Krzic. C.T.: Ivica Tucak

### Coppa del Mondo
Coppa del Mondo - Almaty 2014Bijač, Bukić, I.Milaković, Divković, Vukičević, Buljubašić, Muslim, K.Milaković, Visković, Živković, Šetka, Macan, Marcelić, CT: Ivica Tucak

### Europei
- Europei - Firenze 1999 —  Argento:

Samir Barać, Alen Bošković, Teo Đogaš, Igor Hinić, Ivo Ivaniš, Vedran Jerković, Vjekoslav Kobešćak, Slavko Letica, Vitomir Padovan, Višeslav Sarić, Dubravko Šimenc, Siniša Školneković, Mile Smodlaka, Ratko Štritof, Frano Vićan. C.T.: Neven Kovačević.
- Europei - Kranj 2003 —  Argento:

Samir Barać, Damir Burić, Teo Đogaš, Elvis Fatović, Nikola Franković, Igor Hinić, Vjekoslav Kobešćak, Dubravko Šimenc, Ratko Štritof, Mile Smodlaka, Frano Vićan, Goran Volarević, Tihomil Vranješ. C.T.: Zoran Roje.
- Europei - Zagabria 2010 —  Oro:

Josip Pavić, Damir Burić, Miho Bošković, Nikša Dobud, Maro Joković, Petar Muslim, Frano Karač, Andro Bušlje, Sandro Sukno, Samir Barać, Igor Hinić, Paulo Obradović, Ivan Buljubašić. C.T.: Ratko Rudić.
- Europei - Spalato 2022 —  Oro:

Marko Bijač, Toni Popadić, Ivan Krapić, Josip Vrlić, Rino Burić, Marko Žuvela, Matias Biljaka, Loren Fatović, Luka Bukić, Konstantin Kharkov, Franko Lazić, Jerko Marinić Kragić, Andrija Bašić, Ivan Domagoj Zović, Filip Kržić. C.T.: Ivica Tucak.

## Rosa attuale
Convocati per le Olimpiadi di Parigi 2024. Sono riportate le squadre di militanza di ciascun giocatore nel momento dell'inizio della manifestazione.
| N° | Nome                 | Ruolo | Data di nascita  | Squadra        |
| -- | -------------------- | ----- | ---------------- | -------------- |
| 1  | Marko Bijač          | P     | 12 gennaio 1991  | Olympiakos     |
| 13 | Toni Popadic         | P     | 5 novembre 1994  | Jug Dubrovnik  |
| 11 | Zvonimir Butić       | A     | 1 gennaio 1987   | Jadran Spalato |
| 10 | Josip Vrlić          | CB    | 25 aprile 1986   | Jadran Spalato |
| 2  | Rino Burić           | D     | 5 aprile 1997    | Jug Dubrovnik  |
| 8  | Marko Žuvela         | D     | 22 dicembre 2001 | Jug Dubrovnik  |
| 11 | Matias Biljaka       | D     | 20 gennaio 1999  | Jadran Spalato |
| 3  | Loren Fatović        | A     | 16 novembre 1996 | Jadran Spalato |
| 6  | Luka Bukić           | A     | 20 aprile 1994   | Jadran Spalato |
| 12 | Konstantin Kharkov   | A     | 23 febbraio 1997 | Jadran Spalato |
| 5  | Maro Jokovic         | A     | 1 ottobre 1987   | Jug Dubrovnik  |
| 9  | Jerko Marinić Kragić | CB    | 24 gennaio 1991  | Jadran Spalato |
| 7  | Ante Vukičević       | A     | 24 febbraio 1993 | Marsiglia      |
| 4  | Luka Lončar          | CB    | 26 giugno 1987   | Olympiakos     |

## Statistiche

### Presenze
| #  | Nome               | Presenze |
| -- | ------------------ | -------- |
| 1  | Igor Hinić         | 417      |
| 2  | Tomislav Paškvalin | 285      |
| 3  | Samir Barać        | 176      |
| 4  | Andro Bušlje       | 167      |
| 5  | Mile Smodlaka      | 161      |
| 6  | Teo Đogaš          | 148      |
| 7  | Frano Vićan        | 129      |
| 8  | Elvis Fatović      | 128      |
| 9  | Josip Pavić        | 120      |
| 10 | Damir Burić        | 117      |
| 11 | Miho Bošković      | 108      |
| 12 | Sandro Sukno       | 97       |
| 13 | Petar Muslim       | 90       |
| 14 | Maro Joković       | 89       |
| 15 | Vjekoslav Kobešćak | 86       |
| 16 | Nikša Dobud        | 83       |
| 17 | Ratko Štritof      | 80       |
| 18 | Ivan Buljubašić    | 79       |
| 19 | Paulo Obradović    | 68       |
| 20 | Zdeslav Vrdoljak   | 58       |
| 21 | Anđelo Šetka       | 57       |
| 22 | Dubravko Šimenc    | 52       |
| 23 | Goran Volarević    | 52       |

### Marcatori
| # | Nome            | Reti |
| - | --------------- | ---- |
| 1 | Miho Bošković   | 369  |
| 2 | Paulo Obradović | 197  |
| 3 | Maro Joković    | 158  |
| 4 | Samir Barać     | 135  |
| 5 | Teo Đogaš       | 126  |
| 6 | Igor Hinić      | 113  |
| 7 | Petar Muslim    | 100  |
| 8 | Nikša Dobud     | 86   |

## Commissari tecnici
|                 |  | Periodo   |
| --------------- |  | --------- |
| Dušan Antunović |  | 1991-1993 |
| Bruno Silić     |  | 1993-1998 |
| Neven Kovačević |  | 1998-2001 |
| Veselin Đuho    |  | 2002-2003 |
| Zoran Roje      |  | 2003-2005 |
| Ratko Rudić     |  | 2005-2013 |
| Ivica Tucak     |  | 2013-     |

## Riconoscimenti
- Squadra dell'anno FINA: 2017